# Neosharpiella aztecorum
Neosharpiella aztecorum är en bladmossart som beskrevs av H. Robinson och Delgadillo M. 1973. Neosharpiella aztecorum ingår i släktet Neosharpiella och familjen Gigaspermaceae. Inga underarter finns listade i Catalogue of Life.